# Чалганов, Анатолий Иванович
Анато́лий Ива́нович Чалга́нов (12 декабря 1933, Вечкусы, Мордовская АО — 30 июня 2021) — советский военный врач; генерал-майор медицинской службы.

## Биография
Родился 12 декабря 1933 года в с. Вечкусы Ичалковского района (ныне — Республики Мордовия). Учился в Вечкусской семилетней школе, в 8 классе — в Баку; окончил 10 классов в Селищенской школе (Мордовия).
В 1958 году окончил факультет подготовки врачей для ВМФ Военно-медицинской академии (Ленинград), в 1958—1961 годы — хирург на крейсере «Адмирал Сенявин».
С 1964 года, по окончании адъюнктуры при кафедре военно-морской и госпитальной хирургии Военно-медицинской академии и защиты диссертации, служил врачом-хирургом в Группе советских войск в Германии и Ленинградском военном округе. В 1971—1986 годы — научный сотрудник Военно-медицинской академии; полковник.
В 1987 году читал лекции в Гаванском Высшем военно-медицинском институте и в Никарагуа. Присвоено звание — генерал. В 1988 году вышел в отставку.
В 1987—1988 годы — главный врач Ленинградского областного онкологического диспансера, одновременно — главный онколог Ленинградской области. В 1989—2000 годы — доцент кафедры общей врачебной практики (семейной медицины) Петербургской медицинской академии последипломного образования.
Был избран депутатом муниципального совета № 2 (Санкт-Петербург, 1998). В 2003 году баллотировался в депутаты Государственной Думы 4-го созыва (от политической партии «Партия мира и единства»). С 2007 года — председатель Президиума общественной организации «Совет ветеранов Краснознамённого Тихоокеанского флота и Краснознамённой Амурской флотилии», возглавляет Совет отделения Союза пенсионеров России в Адмиралтейском районе Санкт-Петербурга; участвует в работе мордовской диаспоры «Вастома» в Санкт-Петербурге.

### Семья
Отец — Иван Стратонович Чалганов, похоронен в Вечкусах; мать — Ольга Елизаровна Чалганова (1914 — ?).
Сёстры — Галина, Раиса; брат — Константин.
Жена — Ирина Павловна Чалганова, 47 лет работала в Военно-медицинской академии;
- две дочери, инженеры[2].

## Награды и признание
- два ордена Ленина[3]
- Заслуженный врач России (1999)[3]
- орден Петра Великого 1 степени
- почётный член Клуба кавалеров ордена Александра Невского[3]